# Arena da Amazônia
Arena da Amazônia (Amazon Arena) là một sân vận động bóng đá ở Manaus, Amazonas, Brasil. Sân được xây dựng trên nền đất của sân vận động Vivaldão cũ. Sân vận động có sức chứa 44.300 chỗ ngồi và được lắp ghế ngồi toàn bộ. Sân được xây dựng từ năm 2010 tới năm 2014, đây là một phần trong chiến dịch đăng cai Giải vô địch bóng đá thế giới 2014 của Brasil. Nơi đây cũng đã tổ chức các trận đấu môn bóng đá tại Thế vận hội Mùa hè 2016. Trong thời gian diễn ra World Cup 2014, sân có sức chứa tối đa là 40.549 chỗ ngồi.

## Mở cửa và FIFA World Cup 2014
Sân vẫn còn trong quá trình xây dựng tới tháng 2 năm 2014, khiến bị nghi ngờ về khả năng có đủ khả năng đăng cai các trận đấu tại FIFA World Cup.
Tuy nhiên, sân được mở cửa ngày 9 tháng 3 năm 2014 trận đấu đầu tiên là trận đấu cúp giữa hai đội Bắc Brasil Nacional FC và Clube do Remo.
Sân tổ chức bốn trận đấu tại World Cup.
| Ngày                | Giờ (UTC-04) | Đội #1   | Tỉ số | Đội #2     | Vòng   | Khán giả |
| ------------------- | ------------ | -------- | ----- | ---------- | ------ | -------- |
| 14 tháng 6 năm 2014 | 18:00        | Anh      | 1–2   | Ý          | Bảng D | 39,800   |
| 18 tháng 6 năm 2014 | 18:00        | Cameroon | 0–4   | Croatia    | Bảng A | 39,982   |
| 22 tháng 6 năm 2014 | 18:00        | Hoa Kỳ   | 2–2   | Bồ Đào Nha | Bảng G | 40,123   |
| 25 tháng 6 năm 2014 | 16:00        | Honduras | 0–3   | Thụy Sĩ    | Bảng E | 40,322   |